# 제2대 파이프 여공작 알렉산드라
파이프 여공작 알렉산드라(Princess Alexandra, 2nd Duchess of Fife, 1891년 5월 17일 ~ 1959년 2월 26일)는 제1대 파이프 공작 알렉산더 더프와 영국의 에드워드 7세의 장녀인 프린세스 로열 루이즈 사이에서 태어난 딸로서 파이프 공녀였으나, 에드워드 7세에 특명에 의해서 영국의 공주가 된다. 그녀는 간호에 관심을 가져서, 수술을 집도할 정도의 의술을 익혔으며, 자신의 재산으로 병원을 세우기도 하였다. 후에 선천성 류마티즘으로 몸이 서서히 마비되어갔으며, 죽어서는 더프 가문의 영지에 묻혔다.

## 생애

### 남편과 자식
그녀는 법적으로는 영국의 공주였으나, 조지 5세는 추정상속인이 아닌 일개 공주의 딸이 공주라는 것을 받아들일 수가 없었고, 그녀와 그녀의 동생 모드 공녀를 항상 귀족 여성으로 대우하지만, 그녀가 영국 왕자이자 코넛 공자인 코넛 공자 아서와 결혼한 후부터는 영국의 공주로 대우해준다. 하지만 코넛 공자 아서는 자신의 아버지인 코넛과 스트래선 공작 아서보다 암으로 먼저 죽으면서, 그녀는 코넛과 스트래선 공작부인이 될 수 없었고, 그녀의 유일한 자식이었던 앨러스터가 코넛과 스트래선 공작이 되지만, 캐나다에서 왕실 장교로 일하다가 얼어죽는다. 결국 그녀의 사후 파이프 공위는 그녀의 여동생인 사우세스크 백작 부인 모드의 아들인 제임스 카네기가 이어받는다.

## 직함
- 1891년 5월 17일 ~ 1905년 11월 5일: 레이디 알렉산드라 더프
- 1905년 11월 5일 ~ 1912년 1월 22일: 파이프 공녀 알렉산드라 전하
- 1912년 1월 22일 ~ 1913년 10월 15일: 파이프 여공작 알렉산드라 공녀 전하
- 1913년 10월 15일 ~ 1959년 2월 26일: 코넛 공자빈 파이프 여공작 전하